# Albert de Bérulle
Pour les articles homonymes, voir Bérulle (homonymie).
Amable Pierre Albert de Bérulle dit Albert de Bérulle, baptisé (et vraisemblablement né) le 6 octobre 1755 à Paris, paroisse de Saint-Louis-en-l'Île, de Amable Pierre Thomas de Bérulle et de Catherine Marie Rolland son épouse, mort guillotiné le 6 thermidor an II (24 juillet 1794) en cette même ville, est un magistrat et homme politique français, Premier président au Parlement du Dauphiné de 1779 à 1789.

## Biographie
Il est issu d'une ancienne famille de la noblesse française : un ancêtre paternel, Amaury de Bérulle, sert le roi de France Philippe VI de Valois contre les Anglais à la bataille de Crécy en 1346.
Il épouse en 1779 Marie Blanche Rosalie Hue de Miromesnil (1765-1787), fille d'Armand Thomas Hue de Miromesnil, alors garde des Sceaux, et de sa seconde épouse Blanche Françoise Rosalie Bignon. Il se remarie en 1790 avec Anne Marie Françoise Le Vavasseur d'Hérouville , fille de  Simon Jacques Le Vavasseur d'Hérouville (mort en 1771) maître ordinaire de la chambre des comptes de Paris, et d'Angélique Marie Morel d’Yverny  (morte en 1776).
Trois de ses ancêtres ont assuré la fonction de président du parlement du Dauphiné, situé à Grenoble : son arrière-grand-père Pierre de Bérulle (1640-1723), son grand-père Pierre Nicolas (1688-1730) et son père Amable Pierre Thomas (1725-1797), dont il hérite de la charge,. Il y est nommé conseiller le 14 mai 1776 avec dispense d'âge, et obtient la charge de Premier président dès 1779, mais prend possession de son siège le 28 novembre 1785, lorsque son père abandonne ses fonctions.
Confronté aux édits royaux élaborés par le ministre Loménie de Brienne, successeur de Charles-Alexandre de Calonne, qui entraînent la fin du pouvoir des parlements, le Parlement du Dauphiné, sous la présidence d'Albert de Bérulle, proteste, par un arrêté du 21 août 1787 qui se réfère à L'esprit des lois de Montesquieu, contre la  « translation » à Troyes de celui de Paris.
En 1788, arrive le tour de celui du Dauphiné,  « mis en vacances [...] à main armée » après l'enregistrement forcé du 10 mai par les parlementaires séquestrés, sous la férule du duc de Clermont-Tonnerre lieutenant général du Dauphiné, des édits qui interdisent aux parlementaires de se réunir,.
Le 20 mai 1788, les parlementaires trouvant les portes du Parlement closes et gardées « à main armée », sont « mis en vacances ». Albert de Bérulle les réunit en son hôtel de la Première présidence, où il proclame que, si les édits de Lamoignon étaient maintenus, « le Parlement du Dauphiné se regarderait comme entièrement dégagé de sa fidélité envers son souverain », et signe un nouveau procès-verbal de protestation et d'opposition aux décisions royales, qui s'ajoute à celui du 9 mai réclamant la tenue d'états généraux, et à ceux des 10 et 11 mai 1788,,,.
Dans la matinée du 7 juin 1788, le lieutenant général fait distribuer à tous les parlementaires des lettres de cachet datées du 1er mai 1788 leur enjoignant de quitter aussitôt la ville de Grenoble et de s'exiler sur leurs terres,. Alors qu'ils s'apprêtaient à obtempérer, vers dix heures toutes les boutiques de la ville sont fermées, et le peuple se porte en foule vers l'hôtel du Premier président, où il s'oppose au départ de ce dernier en détachant ses malles et ses paquets et en démontant sa voiture, Le peuple se rend ensuite chez plusieurs magistrats et les conduit en tractant « à bras » leurs voitures jusqu'à l'hôtel de la Première présidence, dont il garde la porte. Alors que le tocsin sonne de toutes parts, et que les portes de la ville sont fermées et clouées pour empêcher toute sortie, deux régiments se répandent dans les différents quartiers, suscitant trouble et émotion. Le peuple se rend alors à l'hôtel du commandant pour demander les clés du palais et la réintégration du parlement. La troupe accourue pour repousser les émeutiers fait feu et use de la baïonnette et du sabre, causant trois morts. Tandis qu'une fraction du peuple continue d'assiéger les deux hôtels du pouvoir, une autre dépave quelques parties de rues, monte sur les toits, d'où sont jetés pavés et tuiles sur la troupe, qui dénombre quelques blessés. Pendant ce temps, des paysans des villages voisins, alertés par le tocsin, se rendent en masse vers les portes et les remparts de la ville, dont ils forcent l'entrée.
Le duc de Clermont-Tonnerre adresse alors au président Albert de Bérulle un billet le priant « de vouloir bien suspendre [son] départ et autoriser [les autres parlementaires] à en user de même, jusqu'à nouvel ordre  ». Devant la poursuite de l'agitation du peuple, qui insiste pour que le parlement tienne séance et pour obtenir les clés du palais, le duc décide de les remettre au président, accompagnées d'une nouvelle missive : « Je vous prie, M. le Premier président, de prendre toutes les précautions que votre prudence vous suggèrera, & notamment d'aller en robe au palais avec le nombre de MM. de votre compagnie que vous pourrez rassembler, et d'en imposer au peuple au nom du Roi et du parlement ». Le président convoque les magistrats se trouvant encore en ville et avec eux il se rend en robe au palais, où il prononce un discours pour calmer l'effervescence et l'émotion de la population, en lui communiquant la teneur des billets du duc de Clermont-Tonnerre, en l'assurant qu'il continuera de solliciter la justice et les bontés du roi, et en demandant que chacun se retire dans sa demeure. Puis les magistrats se rendent à l'hôtel du Premier président, où ils consignent sur un procès-verbal les évènements de cette journée, qu'on nommera ultérieurement « journée des Tuiles », ou « révolution dauphinoise ».   
Après le retour au calme, le 12 juin 1788, les parlementaires obéissent aux ordres du roi et se retirent sur leurs terres.
Albert de Bérulle reviendra à Grenoble le 20 octobre 1788 sous les acclamations populaires, à l'occasion du rétablissement du parlement dans ses fonctions,,.
Dans l'intervalle s'était déroulée le 21 juillet 1788 au château de Vizille la Réunion des états généraux du Dauphiné, encore appelée assemblée de Vizille.
La Révolution française, qu'il a involontairement contribué à enclencher, sera fatale à Albert de Bérulle puisque, condamné à mort le 6 thermidor an II (24 juillet 1794) par le tribunal révolutionnaire de Paris comme complice d’une conspiration dans la maison d’arrêt de Saint-Lazare où il était détenu, il est guillotiné le même jour à la barrière du Trône. Il est inhumé au cimetière de Picpus. Le surlendemain, le duc de Clermont-Tonnerre était à son tour victime de la Terreur, et trois jours après, survenait la chute de Robespierre.

## Arrêts et procès-verbaux établis sous la présidence d'Albert de Bérulle en 1787 et 1788
- Parlement du Dauphiné, « Arrêté du Parlement de Dauphiné : 21 août 1787 », sur gallica.bnf.fr, 1787 (consulté le 13 avril 2022)
- Parlement du Dauphiné, « Arrêt du Parlement de Dauphiné : Du 9 mai 1788 », sur gallica.bnf.fr, 1788 (consulté le 13 avril 2022)
- Parlement du Dauphiné, « Procès-verbaux et arrêts du Parlement de Dauphiné : Des 10, 11 & 20 mai 1788 », sur gallica.bnf.fr, 1788 (consulté le 13 avril 2022)
- Parlement du Dauphiné, « Procès-verbal dressé par les magistrats du Parlement de Grenoble à l'occasion des lettres de cachet [...] qui leur ont été distribuées le 7 juin [...] pour les envoyer en exil : Du 7 juin 1788 », sur gallica.bnf.fr, 1788 (consulté le 13 avril 2022)[N 3].

## Hommages
Depuis 1893 une place du centre-ville de Grenoble se nomme place de Bérulle.